# روبين بلاكمان
روبين بلاكمان (بالإنجليزية: Robyn Blackman)‏ هي لاعب هوكي الحقل نيوزيلندية، ولدت في 12 مارس 1959.

## وصلات خارجية
- روبين بلاكمان على موقع أوليمبيديا (الإنجليزية)